# Charles Mills
Charles Wade Mills, [ʧaɹlz weɪd mihlz], ameriški filozof, * 3. januar 1951, London, Združeno kraljestvo, † 20. september 2021, Evanstone, Illinois, Združene države Amerike.
Imel je ogromen vpliv na kritično filozofijo rase, poleg tega pa je tudi znan po svojem delu na področju socialne in politične filozofije, afroameriške in afrikanske filozofije, etike in marksistične misli.

## Življenjepis

### Družina
Charles Wade Mills se je rodil 3. january 1951 v Londonu v Angliji . Njegova starša sta Winifred in Gladstone Mills , ki sta se preselila na Jamajko. Charles je tako odraščal v Kingston na Jamajki. Njegov oče, ki je bil vodilni jamajški igralec kriketa, je postal vodja vladnega oddelka na University of West Indies v Moni na Jamajki in dekan njene fakultete za družbene vede. V sedemdesetih letih prejšnjega stoletja je Mills starejši predsedoval vladni komisiji, ki je dobila nalogo reforme volilnega sistema v državi.  
Winnifred Mills je bila prav tako vidna in aktivna. Po izobrazbi je bila medicinska sestra. 

### Izobraževanje
Charlesovo izobraževanje se začne leta 1971, ko se je vpisal na Univeristy of the West Indies, kjer je po treh letih uspešno pridobil dodiplomski naziv s področja fizike. Potem je Charles nekaj  let poučeval fiziko na srednji šoli, nato pa se je preselil v Kanado in začel obiskovati podiplomski študij na Univerzi v Torontu, ki je imela enega najboljših programov marksistične filozofije v Severni Ameriki. Na omenjeni univerzi je Charles Wade Mills leta 1985 tudi magistriral in doktoriral iz področja filozofije. Naslov njegove disertacije je bil Koncept ideologije v misli Marxa in Engelsa. V 90-ih letih je Mills podpiral historični materializem, istočasno pa na Univerzi v Torontu je Charles Wade Mills pomagal pri združevanju asistentov poučevanja. 

### Zasebno življenje
Mills je bil opisan kot Afrokaribec, Karibec in Jamajčan, vendar je sam zase trdil, da je karibski Američan. Trdil je tudi, da je bil državljan majhne države tretjega sveta Jamajke, ki je za svoj obstoj dolžna zatiralskim mednarodnim silam. Njegov zakon z Elle Mills se je končal z ločitvijo. Millsu so maja 2021 odkrili metastatskega raka. Nekaj mesecev kasneje, 20. 9. 2021,  je v Evanstonu v državi Illinois . Umrl je v 70. letu starosti. 

### Akademska kariera
Charles Mills je med letoma 1971 in 1973 poučeval fiziko v Kingstonu na Univerzi umetnosti, znanosti in tehnologije (College of Art, Science and Technology). Med letoma 1976 in 1977 pa delal na Campion College. Od leta 1987 do 1990 je poučeval filozofijo na Univerzi v Oklahomi. Nato pa je kar 17 let delal na Univerzi Illinois v Chicagu (UIC ) in sicer od leta 1990 do 2007, kjer je bil tudi zaslužni profesor UIC.  
Nato se je Charles Wade Mills pridružil fakulteti CUNY Graduate Center kjer je bil imenovan za zaslužnega profesorja filozofije.   
Charles Wade Mills je bil na svojem področju pravi mojster, in zato je bil tudi večkrat odlikovan. Temu je priča, da so ga izvolili za predsednika osrednjega oddelka Ameriškega filozofskega združenja. Poleg tega je bil Charles Mills izbran za predavatelja Johna Deweyja pri APA (Ameriško filozofsko združenje). Eno leto pozneje (2017) je bil C. Mills celo izvoljen za člana Ameriške akademije znanosti in umetnosti ter izbran za predavatelja Tannerjevega predavanja o človeških vrednotah* leta 2020 na Univerzi v Michiganu.   
Tannerjevo predavanje o človeških vrednotah je univerzitetna serija predavanj s področja humanistike, ki jo je leta 1976 ustanovil ameriški filantrop in znanstvenik Obert Clark Tanner. Namen Tannerjevih predavanj je pospešiti in razmisliti o znanstvenih in strokovnih spoznanjih v zvezi s človeškimi vrednotami. 
Leta 2019 je Charles Mills s svojo kolegico profesorico filozofije iz Graduate Centra -- Lindo Martín Alcoff organiziral konferenco Black Women Philosophers. S tem je želel opozoriti na delo premalo zastopane populacije, ki saj so v ZDA in Evropi na področju filozofije večinoma dejavni moški belci. Slednja konferenca je bila posvečena profesorici Aniti L. Allen z Univerze v Pensilvaniji, ki je bila prva temnopolta predsednica Ameriškega filozofskega združenja v njegovi več kot 100-letni zgodovini. 

## Stališča in pogledi
Charles Mills je razvil vrsto izvirnih konceptov za ponovno branje in revizijo političnega liberalizma, vključno s koncepti bele nadvlade, podosebnosti in v zadnjem času črnega radikalnega liberalizma/kantianizma. Leta 2020, ko je v ZDA izbruhnilo gibanje Black lives matter, je postal velik zagovrnik tega gibanja. Dr. Mills je trdil, da je imel rasizem osrednjo vlogo pri oblikovanju liberalne politične tradicije, sistema, ki naj bi, kot je dejal, cenil pravice posameznika, vendar predolgo izključeval ženske, delavski razred in temnopolte. Verjel je, da je bela nadvlada neimovani politični sistem, ki je naredil sodobni svet , kar je danes. Želel je tudi, da bi se o vseh teh temah več govorilo in ne izogibalo. Trdil je, da je bilo eno od temeljnih načel liberalizma, »družbena pogodba«, teoretični dogovor, v katerem so posamezniki odstopili nekatere pravice v zameno za zaščito vlade, zasnovano izrecno za izključitev temnopoltih ljudi.   
 "Kar Mills počne, je, da dekonstruira domeno belske politične teorije s tem, da pokaže, da temnopolti nikoli niso bili mišljeni, da bi bili vključeni," je v intervjuju dejal George Yancy, filozof z univerze Emory v Atlanti. 
Shannon Sullivan trdi, da je Millsov opus mogoče razumeti s pojmom smadditizin, besedo, ki jo je Mills uporabil v naslovu članka iz leta 1997. Sullivan, ki citira Millsa, opisuje smadditizin kot "boj za priznanje osebnosti". Trdi, da je Millsovo delo ne glede na to, ali je sprejel marksizem, črni radikalizem ali rasni liberalizem, nasprotoval nepriznavanju oseb.[14] Glede na osmrtnico v CBC News, Mills velja za pionirja v kritični rasni teoriji in filozofiji rase. Filozof Christopher Lebron ga je v The Nation opisal kot "črnega Sokrata".  
 Ogromno neskladje med popularnimi filozofskimi sistemi in dejanskim neidealnim svetom ga je pripeljalo do tega, da je na večino liberalne politične teorije gledal kot na ideološko glasilo bele nadmoči. Tako je pozval k radikalni reviziji političnega liberalizma.  
Prizadeval si je pozdraviti naraščajočo generacijo temnopoltih in temnopoltih filozofov ter gojiti smer raziskovanja, ki bi na novo opredelila, kaj pomeni biti resen študent filozofije in učenjak za vsakogar iz kakršnega koli porekla.   

## Dela
Charles Wade Mills je napisal skupaj šest knjig, več kot sto člankov, poglavij in komentarijev.   
Dr. Mills je v svojih  zadnjih delih presegel svojo prvotno kritiko in poiskal načine, kako drugače rešiti vidike liberalizma - človekove pravice, dostojanstvo, pravna pravila- na resnično egalitaren način.  
Menil je, da gre za nujen projekt, saj se v nekaterih delih sveta vse bolj krepi nadvlada belcev, zato je tudi svoje kolege -- radikalne filozofe pozval, naj liberalizma ne zavračajo v celoti.  
"To ni več čas, ko si samooklicani post razsvetljenski kritiki - ob samoumevnih liberalno-demokratičnih jamstvih - lahko privoščijo nespoštovanje do razsvetljenskih norm," je leta 2018 zapisal v reviji Artforum.   
- Mills, Charles W.;  (January 27, 2014) [1997]. The Racial Contract. Cornell University press

Knjiga The Racial Contract je sporazum med belci, ki ustvarja belsko supremacistično družbo,  v kateri belci nadzorujejo veliko večino moči, bogastva in privilegijev. V knjigi se belci razglašajo za enakopravne, med kot z enakimi pravicami, nebelce pa opredeljujejo kot polljudi, ki si teh pravic ne zaslužijo. The Racial Contract je z delitvijo človeštva vzpostavljal vlado belih ljudi, ki vladajo nad nebelci ter izkoriščajo njihovo zemljo in vire. Belci ta sistem opravičujejo z ohranjanjem rasistične ideje, da so nebelci manjvredni. Od izida knjige je minilo več kot 20 let, knjiga The Racial Contract pa je še vedno aktualno filozofsko besedilo.  
Knjiga The Racial Contract je bila tudi večkrat pohvaljena številnimi filozofi. Filozof Liam Kofi Bright, docent na Londonski šoli za ekonomijo in politične vede, je zapisal: "Noben pregled črnske politične misli ne bi bil tako popoln brez Charlesa Millsa.  
Višji podpredsednik Graduate Centra Steve Everett pa je knjigo The Racial Contract označil za "eno najbolj pronicljivih zgodovinskih raziskav o rasi".   
Njegova ostala dela:  
- Mills, Charles W.;  (December 18, 2015) [1998]. Blackness Visible: Essays on Philosophy and Race. Cornell University press
- Mills, Charles W.; (2003) From Class to Race: Essays in White Marxism and Black Radicalism. Rowman & Littlefield.

- Mills, Charles W.; (2013) Pateman, Carole . The Contract and Domination. Polity.
- Mills, Charles W.; (2010) Radical Theory, Caribbean Reality: Race, Class and Social domination. University of the West Indies Press.
- Mills, Charles W.;  (May 25, 2017). Black Rights/White Wrongs: The Critique of Racial Liberalism. Oxford University Press.

## Priznanja
Leta 2021 je prejel nagrado Benjamina E. Lippincotta Združenja za politologijo za The Racial Contract.